# جانيت بادجان يونغ
جانيت بادجان يونغ (مواليد 15 ديسمبر 1937 في بانجول) هي كاتبة مسرحية غامبية تعد «واحدة من أكثر الكتاب المسرحيين إنتاجًا» في البلاد.

## مسيرتها
حصلت جانيت على بكالوريوس في الدراما من المملكة المتحدة سنة 1959 ثم درجة الماجستير في الإعلام والتواصل من الولايات المتحدة الأمريكية سنة 1979. أمضت بعدها معظم حياتها خارج غامبيا في سيراليون وكينيا ونيجيريا ومنطقة البحر الكاريبي. حيث عملت في مركز الأمم المتحدة للإعلام في بورت أوف سبين، ترينيداد وتوباغو قبل أن تصبح مديرة مركز الأمم المتحدة للإعلام في لاغوس في نيجيريا. هي مديرة مجمع مسرح لإبونجانغ في منطقة كانيفينغ.
في عام 2012، حصلت على «جائزة التميز» رفقة خمسة نساء غامبيات لمساهمتهن الكبيرة في «تنمية غامبيا في جميع جوانب الحياة».
في عام 2013، تم تحويل كتابها يد القدر الصادر عام 2009 إلى فيلم وثائقي بنفس العنوان للمخرج والمنتج ابراهيم سيساي من بطولة مريمة كولي. والذي فاز بجائزة أفضل فيلم وطني خلال حفل توزيع جوائز نوليوود ونقاد السينما الأفريقية (جوائز الأوسكار الأفريقية) المقام في واشنطن العاصمة في 14 سبتمبر 2013.

## الأعمال
- 2001 : الميراث المطلق[8]
- 2002 : معركة سانكاندي.[9]
- 2007 : رقصة كاتشيكالي: دراما راقصة.
- 2009 : يد القدر.
- 2011 : سلاسل الإلهام.[10]
- 2012 : قيثارة الكورا: أوتار غامبيا الغامضة.[11]
- 2015 : مسرحيتان: خطأ فادح وقيثارة الكورا: أوتار غامبيا الغامضة[12]
- 2017 : الطريق اليائس إلى بابل: مسرحية حول الهجرة غير الشرعية إلى أوروبا.[13]

## وصلات خارجية
لم يتم العثور على روابط لمواقع التواصل الاجتماعي.